# Martina Liptáková
Martina Liptáková, coniugata Zitová (Slaný, 27 settembre 1965), è un'ex cestista cecoslovacca, dal 1993 ceca.

## Carriera
Con la Cecoslovacchia ha disputato i Giochi olimpici di Barcellona 1992.